# Свети Дух (София)
Вижте пояснителната страница за други значения на Свети Дух.
„Свети Дух“ е източнокатолическа църква в българската столица София, храм на Софийската епархия. Църквата е към манастира на монахините боси кармелитки.

## История на общността
Монахините кармелитки пристигат в България през 1935 г. Преди това общността им е била разположена в Цариград, но поради законодетелни промени в турското законодателство са принудени да напуснат. Архиепископ Анджело Джузепе Ронкали (тогава апостолически делегат в Цариград) спомага, със съгласието на епископ Кирил Куртев, за настаняването на кармелитките в София. През 1940 г. сестрите кармелитки се сдобиват с имот до параклиса „Свети Франциск от Асизи“.
През втората половина на 1943 г., сестрите са евакуирани в Ямбол при сестрите облатки. Година по-късно те се завръщат в София. През 1952 г. всички сестри са арестувани и подложени на строги разпити. Настоятелката прекарва повече от 50 дни в затвора, след което е експулсирана. Две от сестрите са изпратени в концлагер, от който се връщат след 9 месеца. Останалите, след около 40 дни затвор, са принудени да се приберат в семействата си. През 1958 г. те се настаняват да живеят в църквата „Свети Франциск от Асизи“.

## История на манастира и храма
Строителството на кармелитски манастир в местността „Малинова долина“ в София започва през 1996 г. През 2002 г. е завършена основната сграда. Aвтор на големите иконостасни икони и куполните стенописи е художникът Малин Димов. Олтарният стенопис е от Атанас Атанасов и Станимир Желев. Манастирът има витражна и мозаечна украса.
Църквата е завършена през 2013 г. Комплексът включва също библиотека, капитулна зала и отделение за болни сестри. По случай 500-годишния юбилей от рождението на Света Тереза Авилска от 10 до 13 март 2015 г. в храма пребивава реликва от мощите ѝ. Храмът е осветен на 16 юли 2015 г.
Храмов празник – 50 дни след Великден.